# Open international de Bretagne
L'Open international de Bretagne (ex-Open Aquarelle) est une compétition de golf qui se tient chaque année depuis 2004. Inscrit au circuit de l'Alps Tour jusqu'en 2006 puis depuis 2007 au calendrier du circuit français AGF-Allianz golf Tour et du circuit européen du Challenge Tour, l'Open a lieu au golf de Pléneuf-Val-André (Côtes-d'Armor). L'édition 2006 s'est tenue du 1er au 4 juin pour une dotation de 45 000 euros. Julien Xanthopoulos enlève la victoire en 2006 en terminant à 13 coups sous le par.

## Palmarès
- 2004 : Julien Millet  France
- 2005 : Nicolas Joakimides  France
- 2006 : Julien Xanthopoulos  France